# Lasioglossum breedi
Lasioglossum breedi är en biart som beskrevs av Michener 1979. Lasioglossum breedi ingår i släktet smalbin, och familjen vägbin. Inga underarter finns listade i Catalogue of Life.